# Alexander Ploner
Alexander Ploner (ur. 10 lipca 1978 w Bruneck) – włoski narciarz alpejski.
Startuje w slalomie gigancie. Dotychczas jego najlepszym rezultatem w Pucharze Świata jest 3. miejsce w Kranjskiej Gorze (2004). Ósmy zawodnik slalomu giganta podczas mistrzostw świata w Val d’Isère (2009).

## Osiągnięcia

### Igrzyska Olimpijskie
| Olimpiada           | Miejsce   | Data           | Konkurencja | Rezultat |
| ------------------- | --------- | -------------- | ----------- | -------- |
| Salt Lake City 2002 | Park City | 21 lutego 2002 | gigant      | DNF2     |

### Mistrzostwa świata
- 2009 Val d’Isère – 8. (gigant)

### Puchar Świata

#### Miejsca w klasyfikacji generalnej
- 2001/2002 – 104.
- 2002/2003 – 116.
- 2003/2004 – 71.
- 2004/2005 – 116.
- 2005/2006 – -
- 2006/2007 – -
- 2007/2008 – 120.
- 2008/2009 – 90. (stan na 10 lutego 2009)

#### Miejsca na podium w zawodach
1. Kranjska Gora – 28 lutego 2004 (gigant) - 3. miejsce